# 上原りょう
上原 りょう（うえはら りょう）は、日本の官能小説家、ライトノベル作家。上原稜名義でも作品を書いている。

## 略歴・作風
第1回美少女文庫新人賞にて編集長特別賞を受賞し、受賞作『あねあねハーレム お姉ちゃんはふたご先生』で美少女文庫（フランス書院）より官能小説作家としてデビュー。その後フランス書院文庫にも進出。一迅社文庫からライトノベルも出している。
小説の作風はハーレムものと年上ものの組み合わせが多い。

## 作品

### 上原りょう名義

#### 美少女文庫
- あねあねハーレム お姉ちゃんはふたご先生（イラスト・志水なおたか、2006年10月発売（以下同）、ISBN 4-8296-5796-0）
- お嬢様ハーレム 姉妹とメイドと執事のボク（イラスト・志水なおたか、2007年2月、ISBN 978-4-8296-5806-2）
- 生徒会長はボクのくノ一（イラスト・あかざ、2007年5月、ISBN 978-4-8296-5814-7）
- ぷりんせすハーレム お姫様は負けられない！（イラスト・志水なおたか、2007年7月、ISBN 978-4-8296-5819-2）
- メイドで、義妹で、三姉妹!?（イラスト・すめらぎ琥珀、2007年11月、ISBN 978-4-8296-5831-4）
- 巫女巫女ハーレム 四姉妹がお仕えします！（イラスト・志水なおたか、2008年1月、ISBN 978-4-8296-5836-9）
- あねてぃ♥ お姉ちゃん先生は弟専用（イラスト・Yuyi、2008年5月、ISBN 978-4-8296-5848-2）
- 戦国学園ハーレム（イラスト・カタギリヒナタ、2008年8月、ISBN 978-4-8296-5856-7）
- Wメイドで生徒会！（イラスト・てぃんくる、2008年11月、ISBN 978-4-8296-5865-9）
- 放課後ご主人様クラブ（イラスト・YUKIRIN、2009年7月、ISBN 978-4-8296-5889-5）
- Wプリンセスとラブ同棲！（イラスト・てぃんくる、2009年11月、ISBN 978-4-8296-5903-8）
- 乙女の園を独り占め！（イラスト・ひよひよ、2010年2月、ISBN 978-4-8296-5915-1）
- 上等！　生徒会長サマの花道（イラスト・仁村有志、2010年8月、ISBN 978-4-8296-5941-0）
- 初恋姉妹　どっちの胸が好き？（イラスト・神無月ねむ、2011年4月、ISBN 978-4-8296-5971-7）
- あまあねハーレム　四姉妹と無人島！？（イラスト・YUKIRIN、2011年10月、ISBN 978-4-8296-5992-2）
- 魔王魔王(まおまお)ハーレム（イラスト・水鏡まみず、2012年3月、ISBN 978-4-8296-6208-3）
- マゾマゾフィアンセ 幼なじみと７つの試練（イラスト・kino、2012年6月、ISBN 978-4-8296-6219-9）
- あねあね水泳クラブ（イラスト・有子瑶一、2012年10月、ISBN 978-4-8296-6230-4）
- 英雄英雄(ひろひろ)ハーレム（イラスト・水鏡まみず、2013年2月、ISBN 978-4-8296-6243-4）
- メイド三姉妹 忠誠のケルベロス（イラスト・立羽、2013年10月、ISBN 978-4-8296-6267-0）
- アヘオチハーレム 放課後イキ顔契約書（イラスト・YUKIRIN、2014年2月、ISBN 978-4-8296-6281-6）
- 悪魔のペンで好き放題！ ターゲットは幼なじみ、女教師、生徒会長、美人理事長（イラスト・ひなたもも、2015年1月、ISBN 978-4-8296-6313-4）
- 橘さん家ノ男性事情（イラスト・MTSP:Jin、2015年3月、ISBN 978-4-8296-6320-2）

#### 美少女文庫えすかれ
- 学園ぜ～んぶ独り占め！（イラスト・ひよひよ、2009年3月、ISBN 978-4-8296-5878-9）
- お姉ちゃんを×ませて☆（イラスト・神無月ねむ、2010年5月、ISBN 978-4-8296-5930-4）
- 妹☆ぼてちゅ（イラスト・神無月ねむ、2010年12月、ISBN 978-4-8296-5957-1）
- マゾマゾハーレム　三姉妹はMドレイ！？（イラスト・YUKIRIN、2011年6月、ISBN 978-4-8296-5979-3）

#### 一迅社文庫
- 白銀のローレシアン（シリーズ）既刊2巻（イラスト・okiura）

1. 白銀のローレシアン ～願う少女と迷い糸～（2008年9月、ISBN 978-4-7580-4030-3）
2. 白銀のローレシアン(2)（2009年6月、ISBN 978-4-7580-4080-8）

- 創黎のアリシア（シリーズ）既刊2巻（イラスト・桐野霞）

1. 創黎のアリシア（2009年9月、ISBN 978-4-7580-4103-4）
2. 創黎のアリシア(2)（2010年1月、ISBN 978-4-7580-4128-7）

- 半分の月と踊ろう ハーフラック・ダンス（イラスト・あんころもち、2011年5月、ISBN 978-4-7580-4226-0）

#### フランス書院文庫
- 嫌な顔されながら子づくりさせてもらいたい（監修&イラスト・40原、2017年3月、ISBN 978-4-8296-6388-2）

### 上原稜名義

#### フランス書院文庫
- 最高の楽園 四人のお姉さまと寝室（2007年12月、ISBN 978-4-8296-1543-0）
- 最高の禁忌 友人の母・友人の姉（2008年6月、ISBN 978-4-8296-1581-2）
- 僕と四人の女教師 未亡人・人妻・独身・新任先生（2008年12月、ISBN 978-4-8296-1616-1）
- トリプル個人教授 兄嫁、姉、そして新任女教師と…（2009年4月、ISBN 978-4-8296-1639-0）
- 隣家（となり）の四姉妹（2009年7月、ISBN 978-4-8296-1656-7）
- お姉さんvs.未亡人母娘 世界でいちばん淫らな隣人（2010年3月、ISBN 978-4-8296-1703-8）
- 隣の女子寮　お嬢さまハーレム（2010年7月、ISBN 978-4-8296-1727-4）
- トリプルインモラル 彼女の母、彼女の姉妹と同居中（2010年12月、ISBN 978-4-8296-1757-1）
- 世界でいちばん甘い同居人（2011年8月、ISBN 978-4-8296-1805-9）
- 僕の宝物【新しい母】（2012年2月、ISBN 978-4-8296-1841-7）